# Bureau de liaison du dalaï-lama pour le Japon et l'Asie orientale
Le Bureau de liaison du dalaï-lama pour le Japon et l'Asie orientale est le bureau pour la représentation officielle du 14e dalaï-lama et du gouvernement tibétain en exil. Fondé en 1976, il est situé dans le quartier de Shinjuku à Tokyo.

## Histoire
Vers les années 1950 à 1960, Taktser Rinpoché est représentant du dalaï-lama et du gouvernement tibétain en exil au Japon,.
En janvier 2023, le révérend Mizutani Eikan remet au représentant Arya Tsewang Gyalpo une déclaration au nom de la Japan Buddhist Conference for World Federation condamnant la Chine pour son ingérence dans la sélection des lamas incarnés tibétains et revendiquant l'autorité de nommer la réincarnation du 14e dalaï-lama indiquant,: 

« Nous, les bouddhistes japonais, croyons que les Tibétains devraient décider de la succession du dalaï-lama sur la base de la culture et de l'histoire bouddhistes tibétaines. La politique nationale de la République populaire de Chine est le communisme, et le communisme est basé sur le principe de non-religion. Par conséquent, c'est une contradiction de permettre à des personnes qui ne croient pas en la religion de décider qui sera le chef religieux du pays. »

## Liste des représentants
- Pema Gyalpo Gyari (1975-1990)
- Karma Gelek Yuthok (1993-2000)
- Zatul Rinpoché (2000-2003)
- Chope Paljor Tsering (2003-2007)[5]
- Lhakpa Tshoko (2007-2014)[6]
- Lungtok (2014-2020)[7]
- Tsewang Gyalpo Arya (2020-)